# Олівет (Нью-Джерсі)
Олівет (англ. Olivet) — переписна місцевість (CDP) в США, в окрузі Салем штату Нью-Джерсі. Населення — 1297 осіб (2020).

## Географія
Олівет розташований за координатами 39°32′17″ пн. ш. 75°10′35″ зх. д. / 39.53806° пн. ш. 75.17639° зх. д. (39.538101, -75.176334).  За даними Бюро перепису населення США в 2010 році переписна місцевість мала площу 7,00 км², з яких 6,49 км² — суходіл та 0,51 км² — водойми.

## Демографія
Згідно з переписом 2010 року, у переписній місцевості мешкало 1408 осіб у 477 домогосподарствах у складі 411 родини. Густота населення становила 201 особа/км².  Було 490 помешкань (70/км²).
Расовий склад населення:
| - 95,3 % — білих - 2,6 % — азіатів - 0,6 % — чорних або афроамериканців |

До двох чи більше рас належало 0,9 %. Частка іспаномовних становила 2,7 % від усіх жителів.
За віковим діапазоном населення розподілялося таким чином: 24,1 % — особи молодші 18 років, 67,5 % — особи у віці 18—64 років, 8,4 % — особи у віці 65 років та старші. Медіана віку мешканця становила 40,4 року. На 100 осіб жіночої статі у переписній місцевості припадало 100,9 чоловіків;  на 100 жінок у віці від 18 років та старших — 97,8 чоловіків також старших 18 років.
Середній дохід на одне домашнє господарство  становив 112 873 долари США (медіана — 87 042), а середній дохід на одну сім'ю — 124 581 долар (медіана — 103 854). За межею бідності перебувало 1,9 % осіб, у тому числі 6,1 % дітей у віці до 18 років та 0,0 % осіб у віці 65 років та старших.
Цивільне працевлаштоване населення становило 792 особи. Основні галузі зайнятості: освіта, охорона здоров'я та соціальна допомога — 27,7 %, виробництво — 12,5 %, публічна адміністрація — 10,5 %, роздрібна торгівля — 9,6 %.